# کیلتر
کیلتر (به انگلیسی: Killeter) یک روستا در بریتانیا است. کیلتر ۱۴۷ نفر جمعیت دارد.